# 津田純嗣
津田 純嗣（つだ じゅんじ、1951年3月15日 - ）は、日本の実業家。安川電機代表取締役会長兼社長や、同社代表取締役会長、国際ロボット連盟会長や、日本ロボット工業会会長、モノづくり日本会議共同議長、北九州市立大学理事長、北九州商工会議所会頭等を歴任。北九州市アドバイザー。

## 経歴
- 福岡市出身[3]。福岡県立修猷館高等学校卒業後、1年間の大学受験浪人生活を経て、東京工業大学工学部機械科学科卒業。材料力学専攻。渋谷寿一研究室出身。大学在学中は友人のいたずらで試験を受けられなかったことなどで2年留年した。また大学在学中に結婚した。大学の同級生に山本忠通国際連合事務総長特別代表などがいる[4][5][6]。
- 1976年3月 - 安川電機製作所（現・安川電機）入社
- 1998年6月 - 米国安川電機取締役副社長就任
- 2003年8月 - 安川電機モーションコントロール事業部インバータ事業担当部長就任
- 2004年3月 - 同社モーションコントロール事業部インバータ事業統括部長就任
- 2005年6月 - 同社取締役モーションコントロール事業部インバータ事業統括部長就任
- 2006年3月 - 同社取締役インバータ事業部長就任
- 2007年3月 - 同社取締役ロボット事業部長就任
- 2009年3月 - 同社取締役ロボット事業部長兼ロボット事業部産業用ロボット事業統括部長兼営業統括本部営業担当就任
- 2009年6月 - 同社常務取締役ロボット事業部長兼ロボット事業部産業用ロボット事業統括部長兼営業統括本部営業担当就任
- 2010年3月 - 同社取締役社長（代表取締役）就任
- 2012年6月 - 同社代表取締役社長就任
- 2013年3月 - 同社代表取締役会長兼社長就任
- 2013年7月 - 日本ロボット工業会会長就任
- 2015年5月 - 日本電機工業会会長就任
- 2016年3月 - 安川電機代表取締役会長就任
- 2017年4月 - 福岡経済同友会代表幹事就任
- 2017年4月 - 北九州市立大学理事長就任[3]
- 2017年12月 - 国際ロボット連盟会長就任[7]
- 2018年6月 - TOTO取締役就任[8]
- 2021年4月 - 春の叙勲で旭日中綬章受章[9]
- 2021年6月 - 九州電力取締役就任[10]
- 2021年7月 - 北九州商工会議所会頭就任[11]
- 2022年5月 - 安川電機特別顧問就任
- 2022年6月 - 日本精工取締役就任［12］